# Iglesia de San Miguel y Todos los Ángeles (Beckwithshaw)
La Iglesia de San Miguel y Todos los Ángeles (en inglés: Church of St Michael and All Angels), también conocida como la Iglesia de Beckwithshaw (Beckwithshaw Church), es un templo anglicano situado en el pueblo de Beckwithshaw, Yorkshire del Norte, Inglaterra, perteneciente al Grado II del catálogo de edificios del Reino Unido. La iglesia fue construida y amueblada entre 1886 y 1887 por William Swinden Barber en el estilo neogótico como parte del movimiento Arts and Crafts. Las vidrieras del mismo estilo se añadieron en 1892.
El edificio es un ejemplo del diseño de alta calidad con bajo presupuesto, las vidrieras y las tallas de piedra son significativas, y es un ejemplo de las inversiones realizadas por los terratenientes de clase media en las comunidades locales. Es también un ejemplo prístino y sin cambios de una iglesia de Arts and Crafts que conserva todos sus muebles originales, aparte de una estatua perdida. El primer vicario de esta iglesia, desde 1887 hasta 1894, fue Charles Farrar Forster.

## Galería

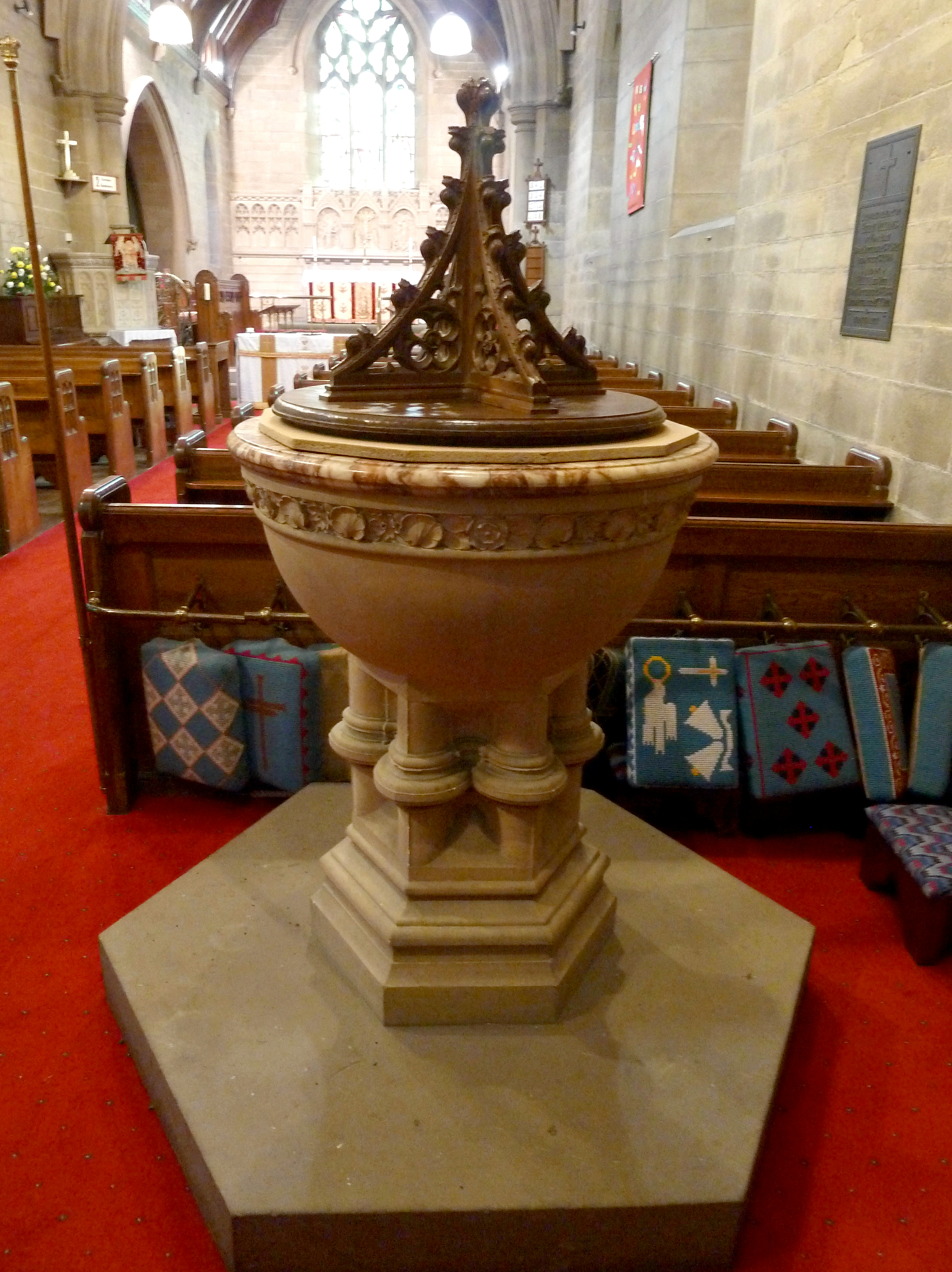
La pila bautismal
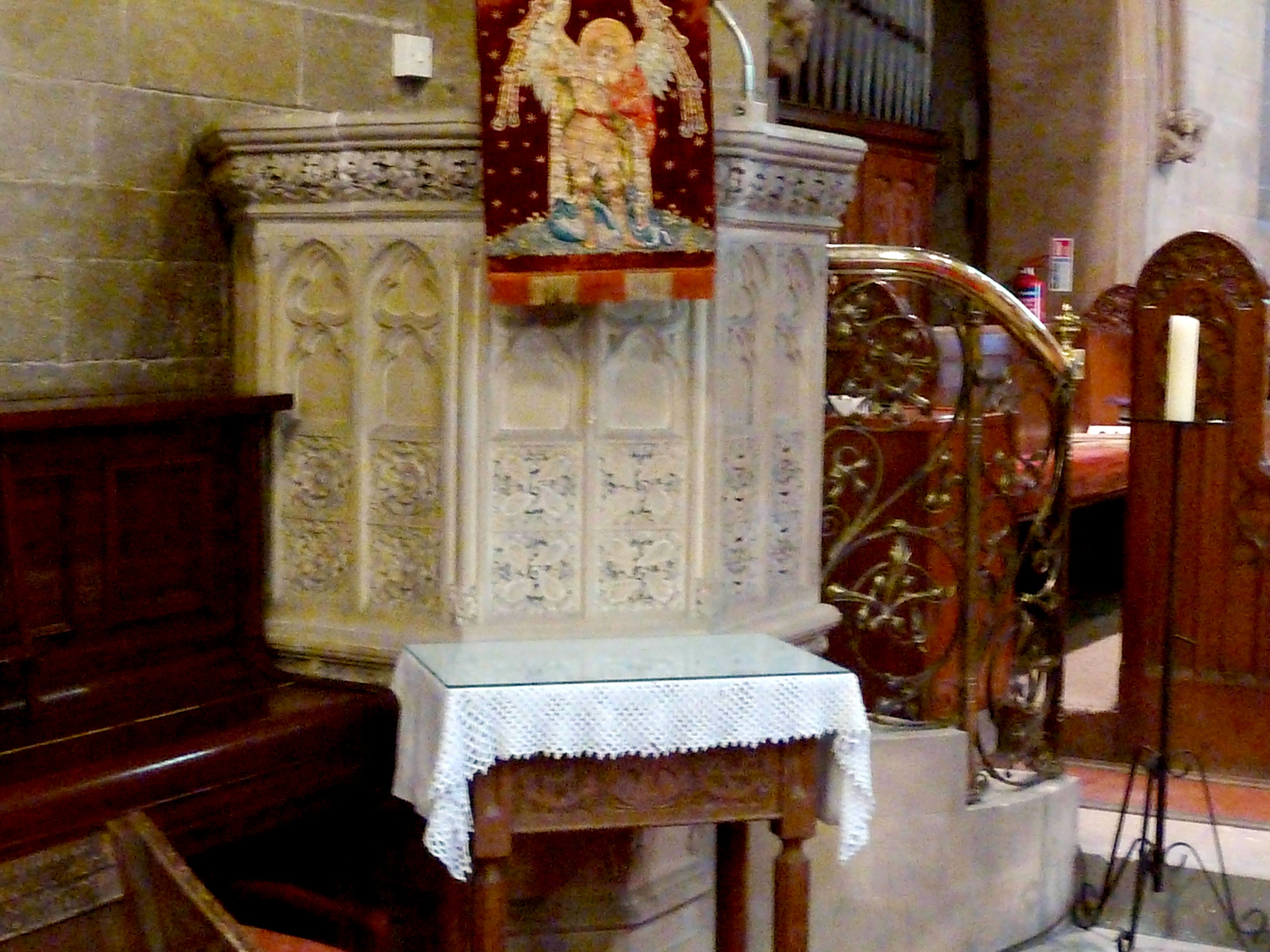
El púlpito y el estandarte de San Miguel
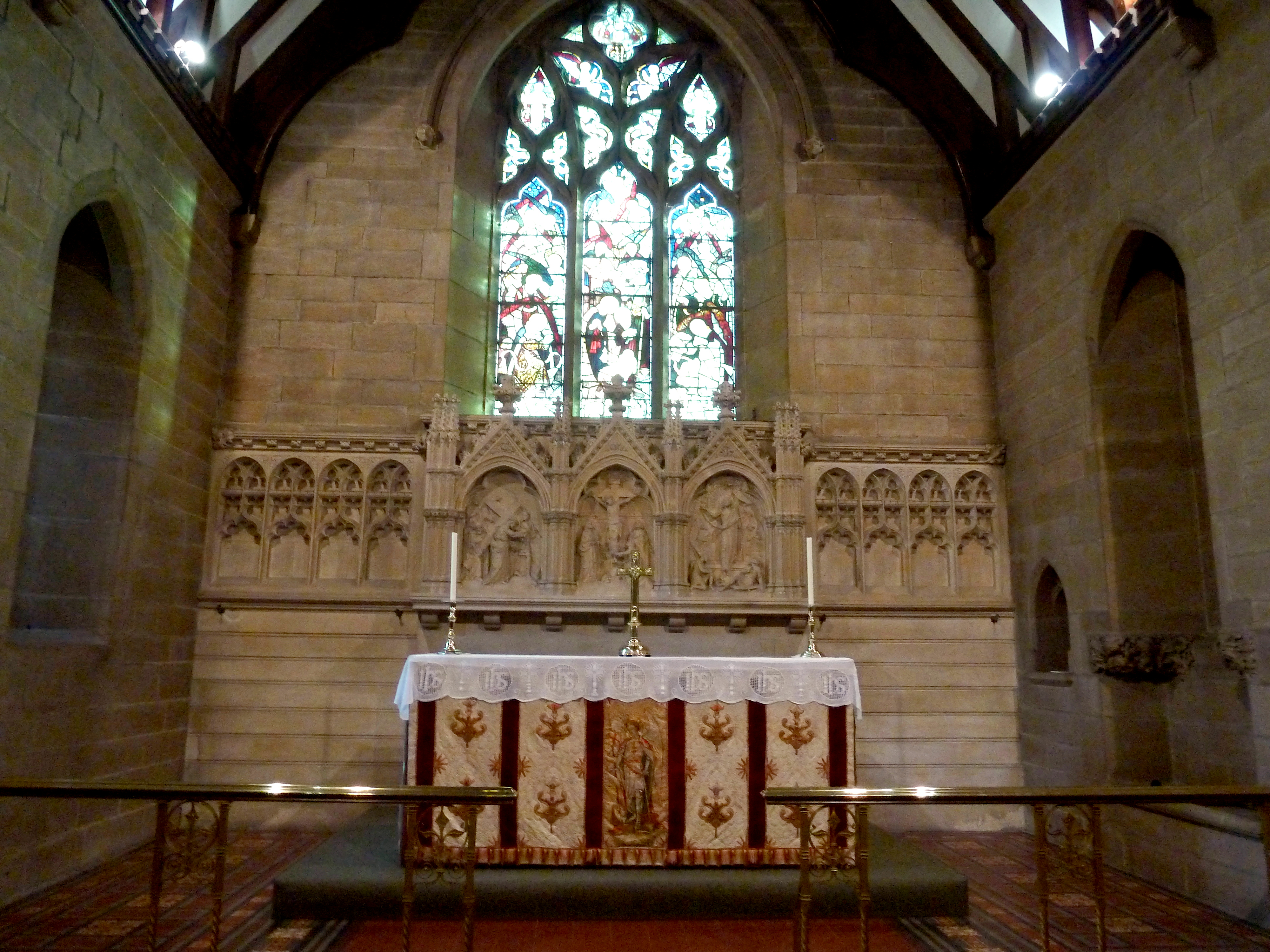
El presbiterio
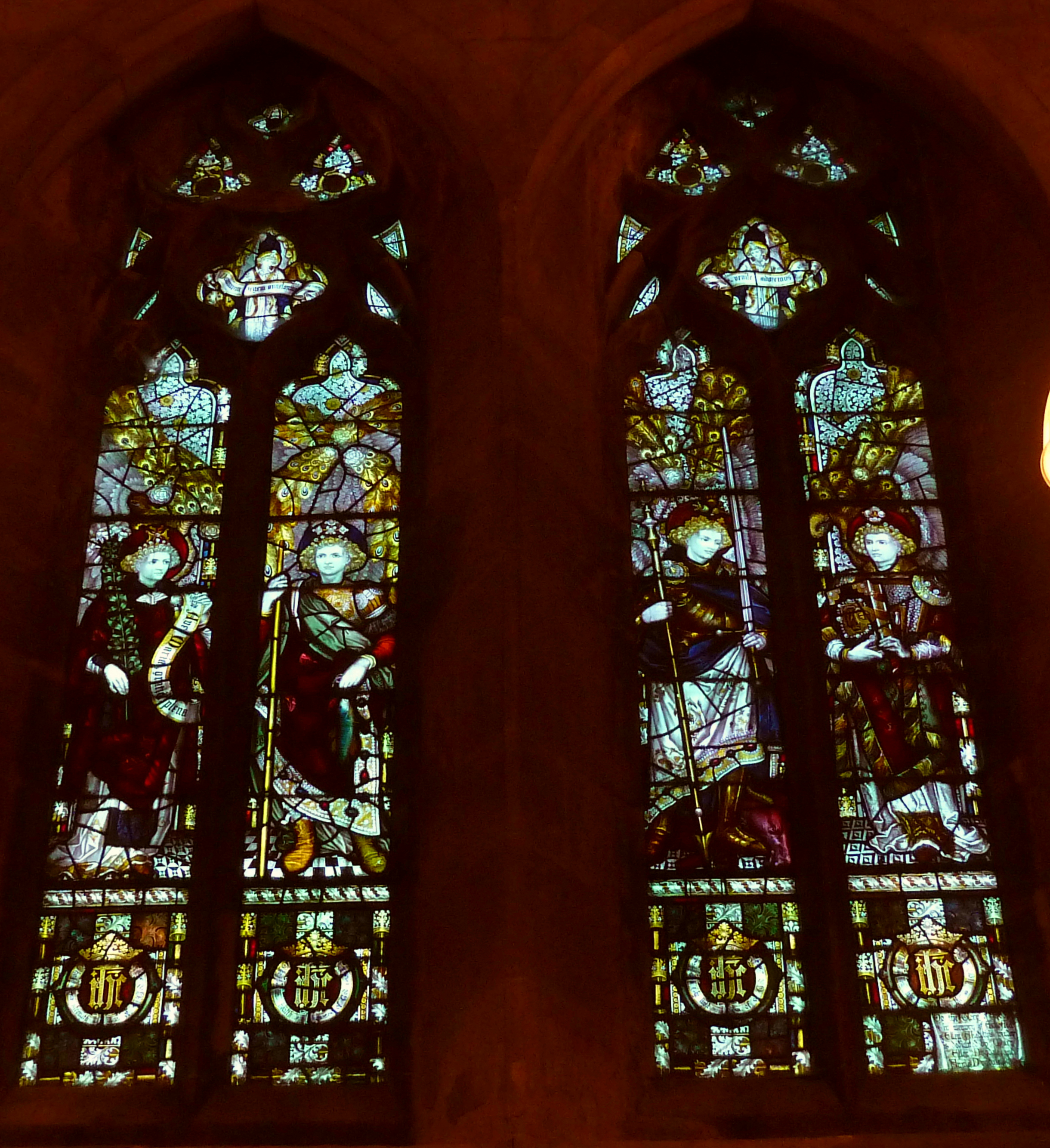
Los cuatro arcángeles Gabriel, Rafael, Miguel, y Uriel

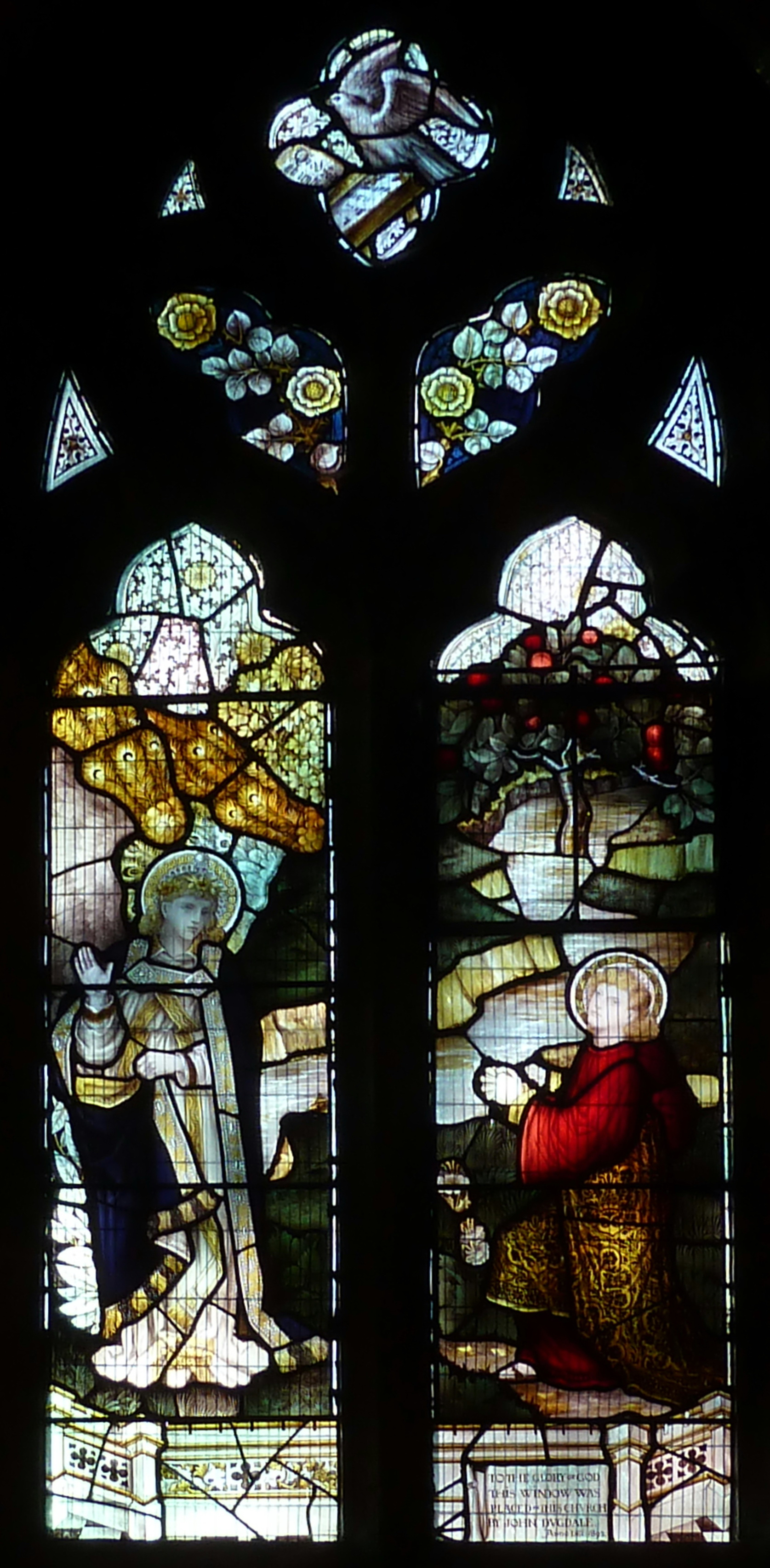
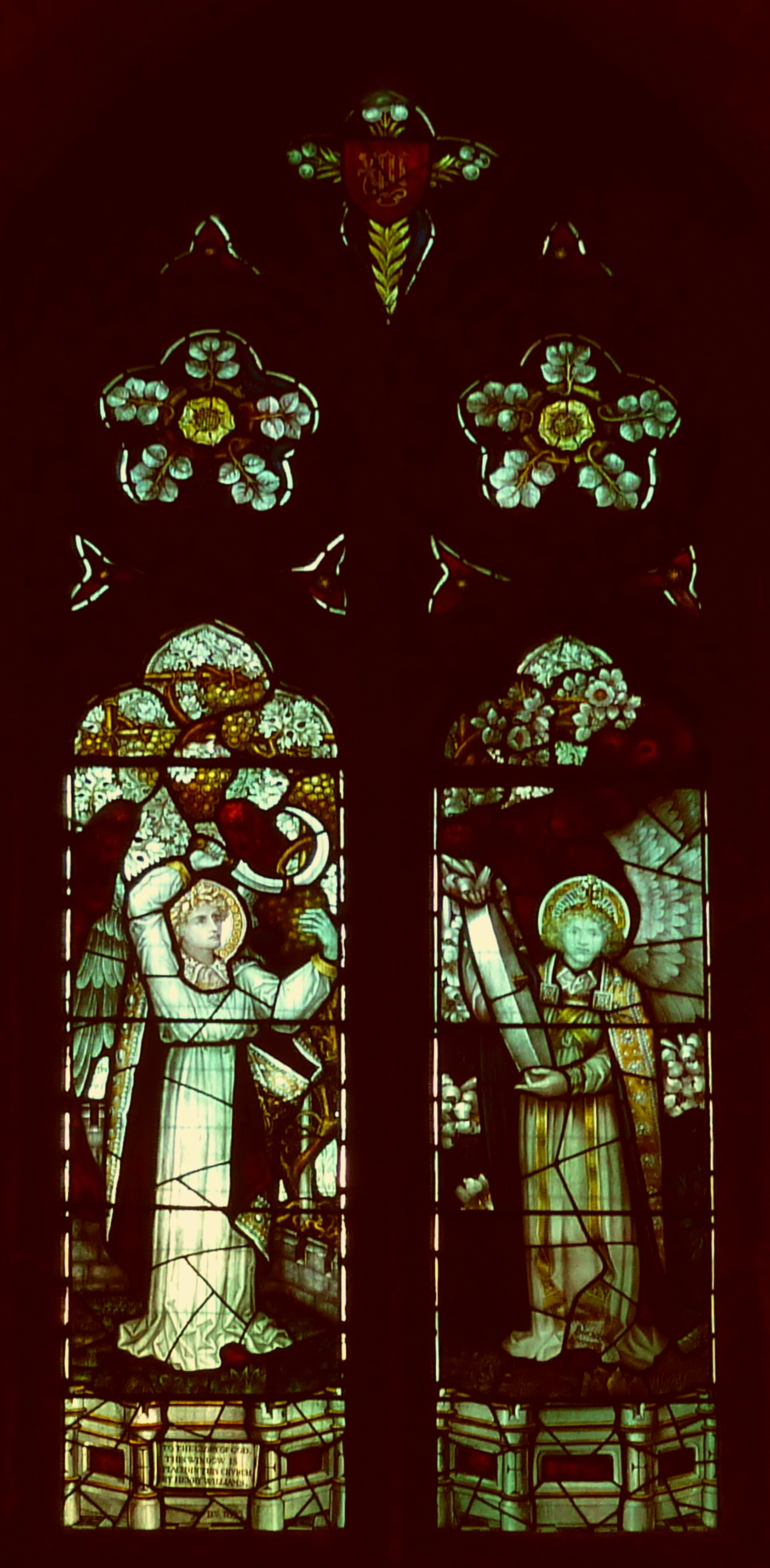
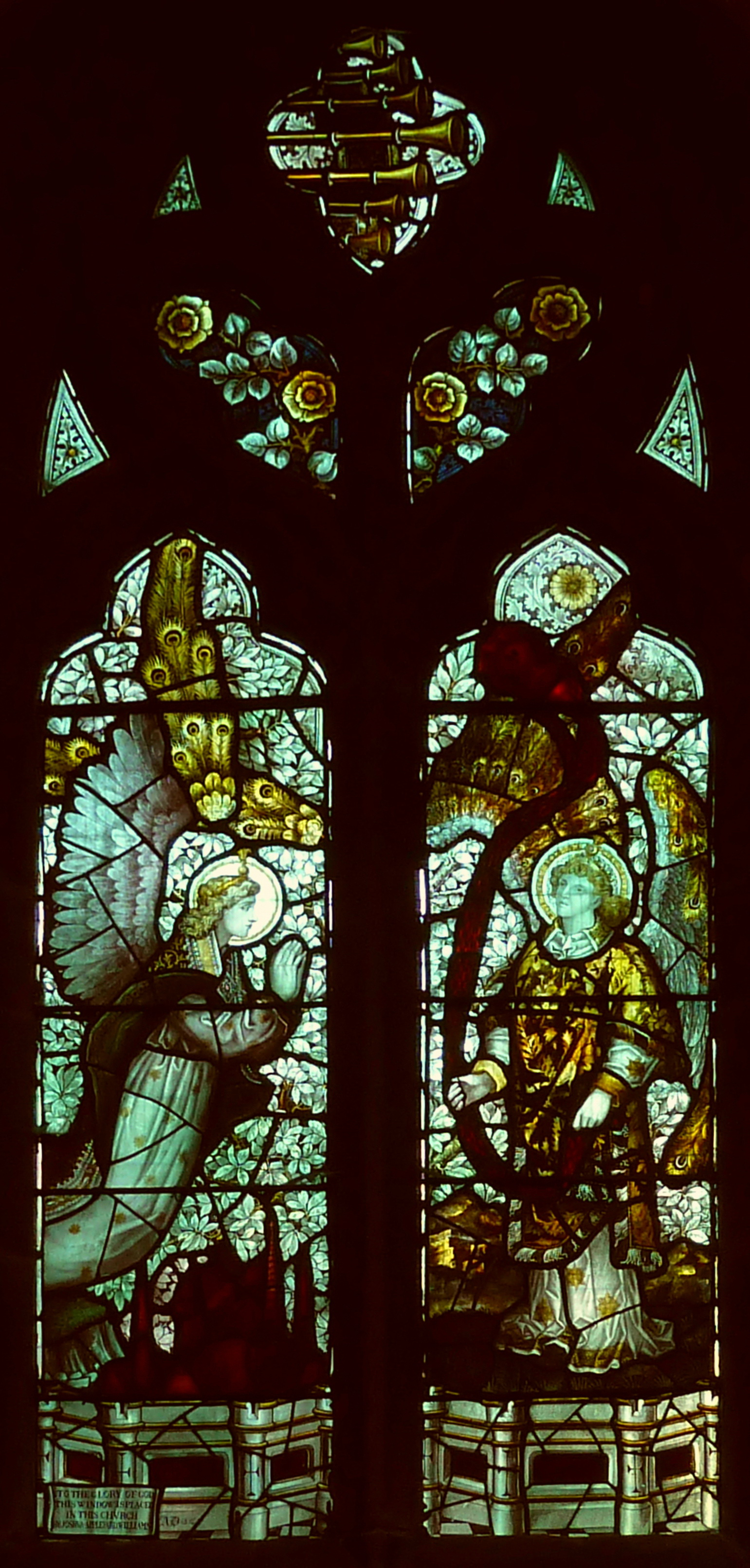
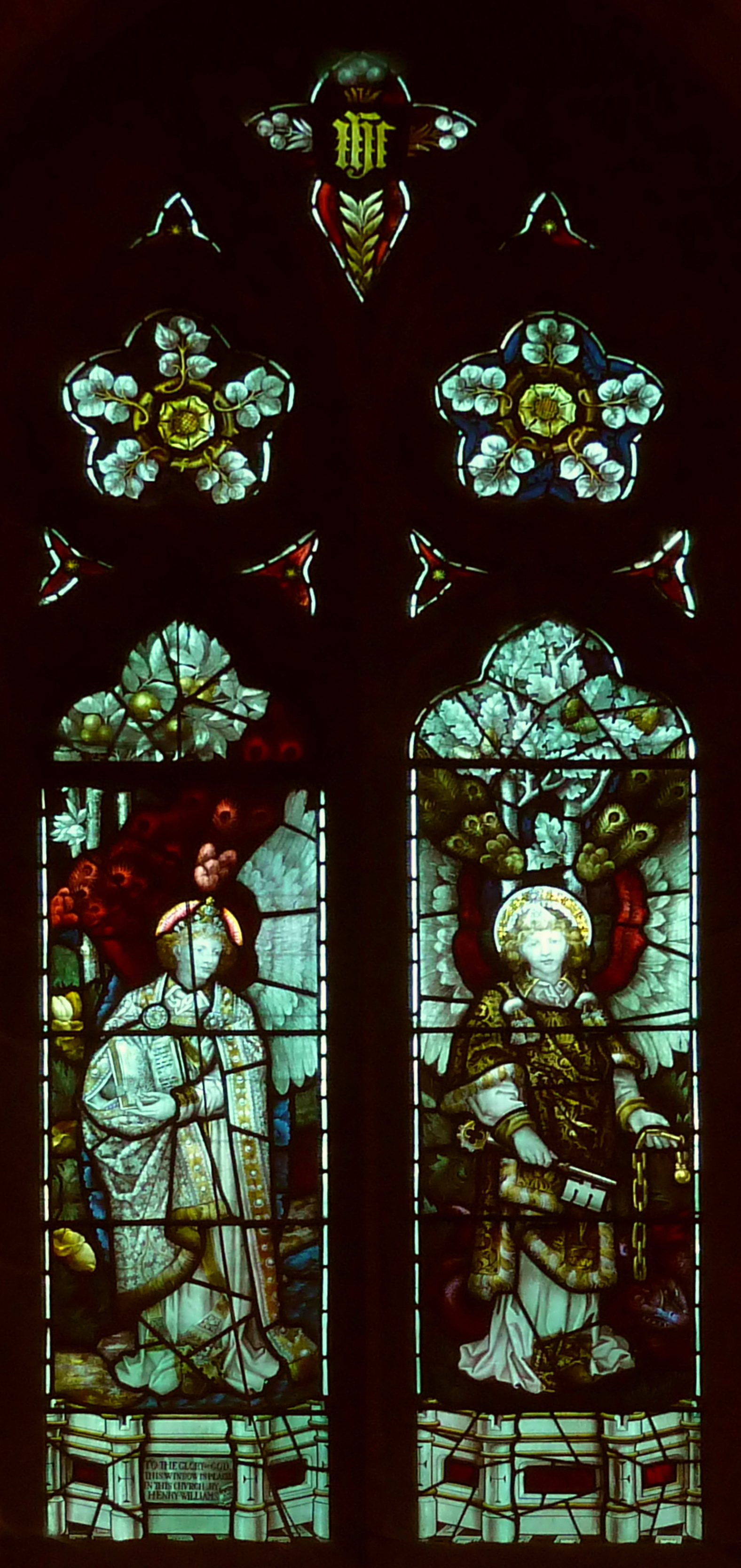

Los Ángeles del Apocalipsis